# مای ولس
مای ولس (انگلیسی: Mai Wells؛ ‏ ۱۴ آوریل ۱۸۶۲ – ۱ اوت ۱۹۴۱) بازیگر بود.
از فیلم‌هایی که وی در آن‌ها نقش داشته‌است، می‌توان به دستگیره قلعی چاقالو، چاقالو و میبل سرگردان دریا و زائر اشاره نمود.